# كبريتيد الكربونيل
كبريتيد الكربونيل (أو سلفيد الكربونيل) هو مركب كيميائي يتألف من عناصر الكبريت والكربون والأكسجين، صيغته COS، ويوجد على شكل غاز عديم اللون، وهو من المركبات السامة.

## الوفرة والتحضير
يوجد غاز كبريتيد الكربونيل بكميات نزرة في الغلاف الجوي للأرض، حيث ينطلق من البراكين والمنافس الحرارية المائية في المحيطات.
يحضر المركب مخبرياً من تفاعل ثيوسيانات البوتاسيوم مع حمض الكبريتيك حيث تتشكل منتجات ثانوية من بيكبريتات البوتاسيوم وبيكبريتات الأمونيوم:
{\displaystyle \mathrm {KCNS+2\,H_{2}SO_{4}+H_{2}O\rightarrow KHSO_{4}+NH_{4}HSO_{4}+COS} }

## الخواص
يوجد المركب في الشروط القياسية على شكل غاز عديم اللون، وهو يتألف بنيوياً من ذرة كربون مركزية ترتبط برابطتين ثنائيتين على طرفيها مع الكبريت والأكسجين.
يعطي كبريتيد الكربونيل عند أكسدته في الهواء غازي ثنائي أكسيد الكربون وثنائي أكسيد الكبريت:
{\displaystyle \mathrm {2\ COS+3\ O_{2}\longrightarrow 2\ CO_{2}+2\ SO_{2}} }
كما يتفاعل مع الماء بتفاعل حلمهة (تحلل مائي) ليعطي كبريتيد الهيدروجين بالإضافة إلى ثنائي أكسيد الكربون:
{\displaystyle \mathrm {COS+H_{2}O\longrightarrow CO_{2}+H_{2}S} }

## الدور الحيوي
يعتقد أن لهذا المركب دوراً في تطور نشوء الحياة.